# Cannock Chase
Cannock Chase a menudo conocido localmente como The Chase es un área mixta de campo en el condado de Staffordshire, Inglaterra. El área ha sido designada como el Área Cannock Chase de Excepcional Belleza Natural. The Chase da su nombre al distrito de gobierno local de Cannock Chase. Es un antiguo bosque real.

## Geología
Con la excepción del área sureste, el área está casi totalmente sustentada por areniscas y  conglomerados de la Formación Chester que datan del período Triásico. Anteriormente conocida como la Formación Cannock Chase, forman parte del Grupo Sherwood Sandstone. Sobre estas rocas en el área de Rugeley se encuentran las areniscas, a menudo de guijarros, de la formación de arenisca Helsby, anteriormente conocida en esta área como la "arenisca de Bromsgrove". La literatura más antigua a menudo se referirá a la arenisca bunter, un nombre que los geólogos ya no aplican a la nueva arenisca roja de Gran Bretaña. Al sureste de Rugeley Road, el lecho rocoso lo proporcionan las lutitas, limolitas y areniscas de la Formación Pennine Middle Coal Measures, una sucesión que data del final del período Carbonífero, y que está separada de las rocas New Red Sandstone suprayacentes por una discordancia. Las colinas de Hednesford están formadas por las areniscas de la Formación Chester.
Un valle seco de "perfil jorobado" que corre de oeste a este, y seguido por el camino de herradura entre Brocton y Beggar’s Hill, se interpreta como un canal de desbordamiento glacial, operativo durante la  edad de hielo. Una extensión de labranza glaciar subyace a Haywood Warren con parches más pequeños mapeados en otros lugares. Se han extraído arena y grava en diferentes partes del área a lo largo de los años, como en Wolseley hoy.

## Paisaje, flora y fauna
The Chase se encuentra entre Hednesford, Huntington, Lichfield, Rugeley, Brocton, Milford y Stafford. Comprende una mezcla de bosques caducifolios naturales, plantaciones de coníferas, brezales abiertos y restos de industrias primitivas, como la minería del carbón. El Chase fue designado como Área de Excepcional Belleza Natural (AONB por sus siglas en inglés) el 16 de septiembre de 1958 y es el área más pequeña así designada en Gran Bretaña continental, cubriendo 68 km² (26 millas cuadradas). Gran parte del área también está designada como Sitio de interés científico especial (SEIC). A pesar de ser un área relativamente pequeña, esta ofrece una notable variedad de paisajes y vida silvestre, incluida una manada de alrededor de 800 gamos y una serie de aves raras y en peligro de extinción, incluidos los  chotacabras migratorias.
Se están realizando esfuerzos Para aumentar la cantidad de hectáreas del área, reintroduciendo arbustos como el brezo en algunas áreas donde los bosques de helechos y abedules han desplazado a la mayoría de las otras plantas. La flora local también incluye varias especies de Vaccinium, incluida la baya del mismo nombre Cannock Chase (Vaccinium × intermedium Ruthe). En enero de 2009, se descubrió un brote del patógeno vegetal Phytophthora ramorum en el lugar, en Brocton Coppice. Se establecieron varias restricciones en un intento por evitar su propagación.

## Sitios de visitantes y puntos de referencia

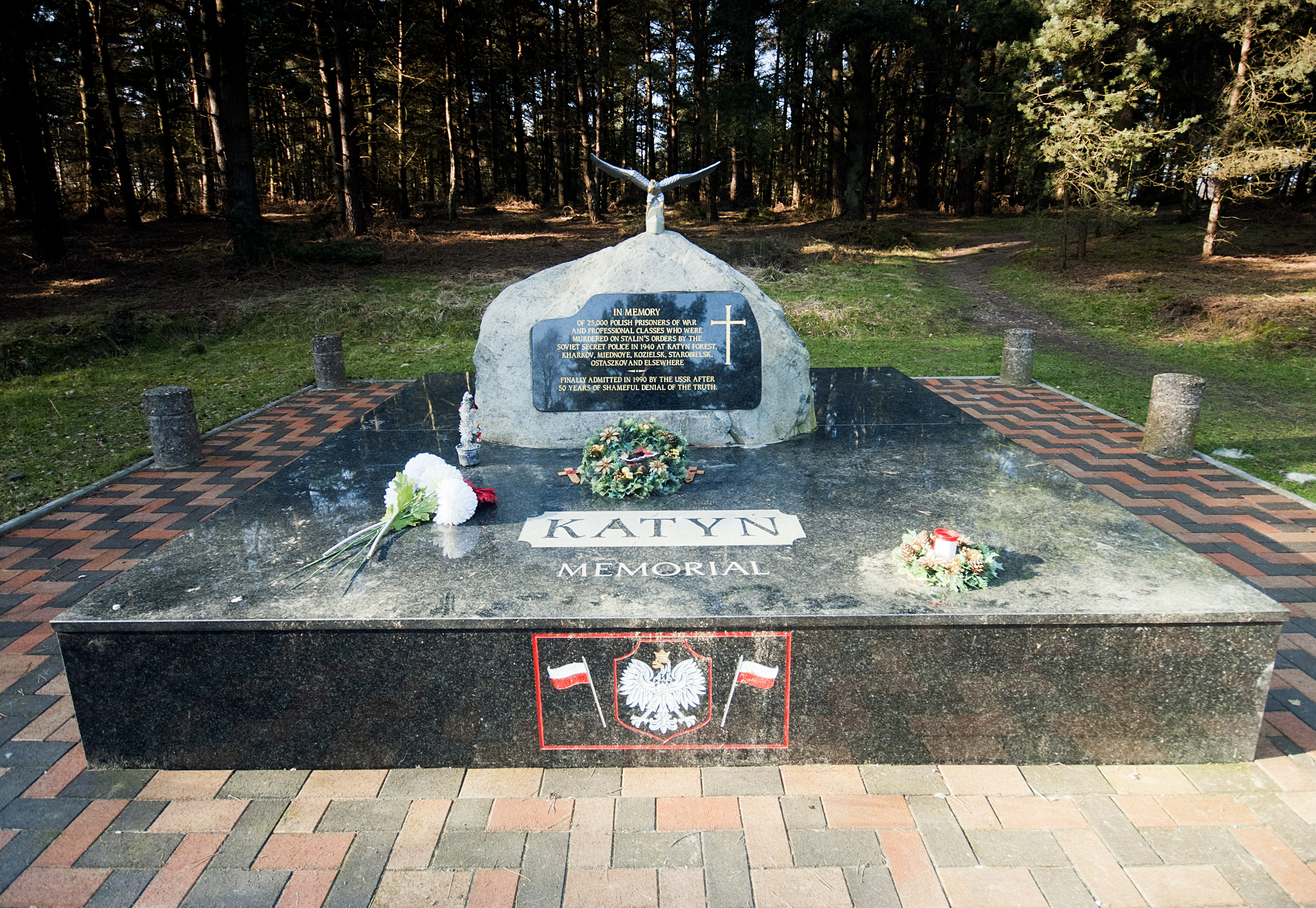
El monumento a Katyn

Hay una serie de centros de visitantes, museos y senderos señalizados, incluidos Heart of England Way y Staffordshire Way. También hay senderos accesibles que permiten a las personas experimentar los beneficios para la salud de The Chase, como The Route to Health. Además, hay muchos caminos públicos sin marcar. En el extremo noreste de la Caza se encuentra Shugborough Hall, hogar ancestral de los Condes de Lichfield. En su extremo sur se encuentran los restos de Castle Ring, un fuerte de la Edad de Hierro, que a 242 m / 794 pies es el punto más alto de Chase. Varias rocas glaciales erráticas también se encuentran en Chase, restos de glaciación. Uno está montado sobre un pedestal.
The Chase tiene varios monumentos de guerra, incluidos cementerios de guerra alemanes y de la Commonwealth. Stefan Staniszewski, cuyo padre, Hillary Zygmunt Staniszewski (un juez del tribunal superior), murió en la masacre, un monumento a las víctimas de la masacre de Katyn fue inaugurado. Bajo el monumento se conservan ampollas de tierra de Varsovia y del bosque de Katyn. Freda, la mascota Arlequín Gran Danés de la Brigada de Fusileros de Nueva Zelanda (Conde de Liverpool's Own) también está enterrada en la persecución marcada con una lápida de mármol conmemorativa.

## Bicicleta de montaña
La Chase es popular entre los usuarios de bicicletas de montaña. El tren XC 'Follow the Dog' especialmente diseñado es una ruta de 11 km (6,8 millas) técnicamente desafiante, inaugurada en 2005, que comienza y termina en el Centro de visitantes, ciclistas de Birches Valley. Esta abierto a todos; sin embargo, no se recomienda para principiantes. En abril de 2010 se abrió una nueva sección del sendero XC. El 'Monkey Trail' (11,2 km (7,0 millas) es un sendero más técnico que se divide de 'Follow the Dog' aproximadamente en el punto medio y luego se reincorpora un poco más adelante. Hay varias características que los ciclistas de montaña pueden tener en cuenta cuando montan en el área, como Kitbag Hill, Rabbit Hill, Quagmire Bridge, Roots Hall y Brocton Shorts.
La creciente popularidad de los senderos de MTB llevó a National Rail a instalar un puente ciclista en 2013 en Moors Gorse para reemplazar el paso a nivel de peatones anterior, donde múltiples accidentes indicaban un alto riesgo para los ciclistas.}

## Entretenimiento
Desde 2006, el bosque se ha utilizado como un lugar de música al aire libre como parte de la gira forestal nacional de la Comisión Forestal, con actos como The Zutons, The Feeling, Status Quo y Jools Holland tocando en un claro del bosque.

## Asesinatos de Cannock Chase
El área ganó notoriedad a fines de la década de 1960 cuando los asesinatos de Cannock Chase llegaron a los titulares nacionales; los restos de tres niñas fueron encontrados en el Chase después de desaparecer en áreas a lo largo de la carretera A34 entre allí y Birmingham. Raymond Leslie Morris, un ingeniero de motores de Walsall, fue declarado culpable en el juicio de Stafford de uno de los asesinatos en 1968 y fue condenado a cadena perpetua. Murió en prisión en marzo de 2014, a los 84 años, después de cumplir 45 años.

## Modelo de campo de batalla de la Primera Guerra Mundial
En septiembre de 2013, el Ayuntamiento de Staffordshire permitió que un equipo de arqueólogos y voluntarios locales excavaran el campo de batalla modelo de la Primera Guerra Mundial cerca de Brocton, que había sido construido por prisioneros de guerra alemanes recluidos en un campo en la cercana Cannock Chase y custodiado por soldados de la Brigada de Fusileros de Nueva Zelanda. El modelo del pueblo y el área circundante de Messines en Bélgica, que incluía réplicas de trincheras y refugios, líneas ferroviarias, carreteras y contornos precisos del terreno circundante, estuvo abierto a la vista del público durante algunas semanas antes de ser enterrado nuevamente para garantizar su preservación.
La excavación reveló muchos detalles nuevos del bien conservado campo de batalla de 40 metros cuadrados. El consejo del condado de Staffordshire utilizó tecnología de escaneo láser para recrear el sitio como un modelo interactivo en 3D que se puede explorar en línea.

## Cannock Chase a través del tiempo
El proyecto Chase Through Time  2016-18) exploró dos mil años de la historia del paisaje de Cannock Chase. Fue una asociación entre el Consejo del Condado de Staffordshire, Inglaterra Histórica y el Heritage Lottery Fund.
Un estudio arqueológico que utilizó LIDAR, permitió a los investigadores ver debajo de la cobertura de los árboles y mapear características arqueológicas generalmente invisibles en combinación con fotografías aéreas históricas, que ilustraron los cambios en el paisaje durante los últimos 70 años. El proyecto trazó un mapa de la arqueología de los montículos quemados prehistóricos, la minería de carbón medieval y posterior, la división de la tierra posmedieval que muestra la gestión temprana de la tierra de la Caza y los aspectos del uso del paisaje en la Primera Guerra Mundial. Se mapearon 565 sitios arqueológicos, 436 de estos sitios nuevos en el registro.

## En la cultura popular
Desde el siglo XIX, han aparecido en la prensa local avistamientos de  perros negros, hombres lobo, grandes felinos británicos,ovnis, Niños de ojos negros e incluso Bigfoot. Sin embargo, nunca se ha presentado evidencia concluyente que verifique estas afirmaciones, y es mejor pensar que forman parte del folclore local.
El álbum de 1972 de Labi Siffre, Crying Laughing Loving Lying, presenta una pista, escrita en Cannock Chase, y lleva su nombre.
Cannock Chase también ha alcanzado notoriedad nacional por su asociación con la práctica sexual del  dogging. Esto ocurrió en marzo de 2004 cuando en una investigación de News of the World se reveló que el exfutbolista inglés Stan Collymore había participado regularmente en la actividad en un estacionamiento cerca del Anson's Bank.
Cannock Chase también tiene un lado más oscuro asociado. En 2015, una mujer declaró que había sido abusada sexualmente desde los 6 años por políticos de alto nivel y otros miembros poderosos de la sociedad, a menudo denominados "La élite". Ella afirma que esto tuvo lugar en los bosques de Cannock Chase, así como en otros lugares de las Midlands. No se ha validado nada hasta el momento y no se ha abierto ningún caso.

## referencias
1. ↑  «Geoindex Onshore». British Geological Survey. Consultado el 20 de junio de 2020.
2. ↑  Burton upon Trent Sheet 140 Solid and Drift Ediion. Keyworth, Notts: British Geological Survey. 1982.
3. ↑  «The Flora of The Chase». Cannockchasehistory.org.uk. Archivado desde el original el 22 de enero de 2013. Consultado el 25 de febrero de 2011.
4. ↑  «Sudden Oak Death at Brocton Coppice, Cannock Chase». West Midland Bird Club. 6 de enero de 2006. Archivado desde el original el 11 de junio de 2011. Consultado el 23 de septiembre de 2009.
5. ↑  «The Route to Health». Archivado desde el original el 15 de enero de 2019. Consultado el 15 de octubre de 2020.
6. ↑  «'Follow the Dog' trail». Chasetrails.co.uk. 26 de marzo de 2007. Consultado el 25 de febrero de 2011.
7. ↑  «Moors Gorse Bridge opening». 26 de junio de 2013.
8. ↑  «Life meant life for wicked killer Raymond Morris». Express & Star. 14 de marzo de 2014. Consultado el 9 de abril de 2014.
9. ↑  The Archaeology of the Camps
10. ↑  The New Zealand Rifle Brigade
11. ↑  Brocton WWI model battlefield excavation to begin, BBC News, 2 de septiembre del 2013
12. ↑  Kurt Bayer, Archaeologists uncover practice WW1 battlefield, New Zealand Herald, 3 de septiembre del 2013
13. ↑  «Brocton WWI model battlefield excavation to begin, War History Online, 2 de septiembre del 2013». Archivado desde el original el 4 de septiembre de 2013. Consultado el 4 de septiembre de 2013.
14. ↑  «Battlefield emerges from under Cannock Chase bushes, Express & Star, 11 de septiembre del 2013». Archivado desde el original el 24 de noviembre de 2016. Consultado el 15 de octubre de 2020.
15. ↑  Michael Bradley, 'Brocton's lost Army 'tribute' excavated after a century,' BBC News, 11 de septiembre 2013
16. ↑  «Chase Through Time Home». www.chasethroughtime.info. Consultado el 10 de mayo de 2020.
17. ↑  «The Chase Through Time - Staffordshire County Council». www.staffordshire.gov.uk. Consultado el 10 de mayo de 2020.
18. ↑  Carpenter, Knight, Pullen, Small (2018). «Cannock Chase, Staffordshire: The Chase Through Time: Historic England Contribution. Historic England Research Report 7/2018». research.historicengland.org.uk. Consultado el 10 de mayo de 2020.
19. ↑  «Hellhound stalking Cannock Chase? - Cannock Chase Post». Chasepost.net. 12 de marzo de 2009. Archivado desde el original el 12 de junio de 2011. Consultado el 25 de febrero de 2011.
20. ↑  «Stoke & Staffordshire - Discover Staffordshire - Werewolves in Staffordshire». BBC. 29 de septiembre de 2009. Consultado el 25 de febrero de 2011.
21. ↑  «The Beast of Cannock Chase is back: Mystery deepens». Sunday Mercury. 20 de agosto de 2009. Consultado el 25 de febrero de 2011.
22. ↑  «Chase Post - Cannock Chase X-Files». Forums.sundaymail.co.uk. 16 de mayo de 1988. Archivado desde el original el 16 de agosto de 2011. Consultado el 25 de febrero de 2011.
23. ↑  http://www.dailystar.co.uk/news/latest-news/558189/black-eyed-child-ghost-proof-paranormal-activity-photo-evidence
24. ↑  «Labi Siffre on Twitter». Twitter (en inglés). Consultado el 9 de noviembre de 2018.
25. ↑  «Faces of the week». BBC News. 5 de marzo de 2004.
26. ↑  https://www.telegraph.co.uk/news/uknews/crime/child-protection/11630989/Child-sex-abuse-Police-guarded-paedophile-ring-claims-victim.html